# Магнушовиці
Магнушовиці (пол. Magnuszowice, нім. Groß Mangersdorf) — село в Польщі, у гміні Немодлін Опольського повіту Опольського воєводства.
Населення — 341 особа (2011).
У 1975-1998 роках село належало до Опольського воєводства.

## Демографія
Демографічна структура станом на 31 березня 2011 року:
|          | Загалом | Допрацездатний вік | Працездатний вік | Постпрацездатний вік |
| -------- | ------- | ------------------ | ---------------- | -------------------- |
| Чоловіки | 189     | 43                 | 137              | 9                    |
| Жінки    | 152     | 29                 | 96               | 27                   |
| Разом    | 341     | 72                 | 233              | 36                   |